# Catuslugi
Els Catuslugi (en gal : * Catuslōgoi, 'tropes de combat'; també Catuslougi, Catoslugi) eren una petita tribu costanera belga que vivia al voltant de l'actual Incheville (Normandia) durant l'època romana.

## Nom

### Atestacions
Els Catuslugi no són esmentats per Cèsar ; l'antic nom Catuslougi es fa a partir d'una al·lusió de l'escriptor del segle I dC Plini (Catoslugi, var. catu -, castologi), complementat per dues inscripcions gal·loromanes que es refereixen a la regió com pago Catuslou(go) i pago . Catus (lougo) (inicis del s. III. AD).

### Etimologia
L'etnònim Catuslōgi (o Catuslougi) és una forma llatinitzada del gal *Catuslōgoi (cantar. Catuslōgos), que significa "tropes de combat". Deriva de la tija catu- ('combat'; cf. OIr. cath 'batalla, tropa', OW. cad 'batalla') unit a slougo- ('tropa, exèrcit, grup'; cf. OIr. slúag 'tropa, exèrcit, multitud, assemblea', MW. llu 'tropa', Old Bret. - lu 'exèrcit'). El significat original de * slougo - podria haver estat "els que serveixen al cap", en comparar la tija amb paraules baltoeslaves que probablement van sorgir dels primers contactes lingüístics amb parlants celtes a l'Europa central i oriental, com ara slaugà lituà ('servei, servitud') i sluga ('serveu') de l'Eslau eclesiàstic antic.
La regió de pagus Catuslou(gus), testimoniada per dues inscripcions gal·loromanes trobades a Briga (actual Bois L'Abbé, Eu), rep el nom de la tribu.

## Geografia

### Territori
Els Catuslugi habitaven a la regió moderna de Normandia, prop de la costa del Canal, al voltant de l'actual Incheville i Eu. El seu territori estava situat entre el dels Ambiani i els Caletes. Els Catuslugi eren probablement un pagus dels Ambiani més grans durant el període romà, ja que eren massa petits per formar la seva pròpia civitas.

### Assentaments
El nom d'una ciutat, Briga (en gal : 'munt, turó'; modern Bois L'Abbé), apareix en una inscripció de principis del segle iii. Briga s'ha aixecat a finals del s. aC en un altiplà que domina la costa del Canal, en posició vertical entre la vall del riu Bresle al nord (on es troba l'actual Eu) i la vall de Saint-Pierre-en-Val al sud.
El jaciment sembla haver estat abandonat a finals del segle iii, potser cap al 280-290. La sortida de la ciutat podria haver estat planificada pels seus habitants, que van marxar en un breu lapse de temps després del que l'arqueòleg Étienne Mantel ha interpretat com un ritual de desconsagració seguit del tancament dels monuments públics.
L'assentament d'Augum (Eu), fundat a la vall propera, esdevingué un nou cap de la ciutat. Incheville també era un oppidum central dels Catuslugi.

## Religió
L'evidència més antiga d'un santuari a Briga és una zona dedicada a l'abocament votiu d'armes, joies i monedes, datada a la segona part del segle I aC (potser 40-30). La pràctica, certament lligada a un culte autòcton tardà de les aigües, ha perdurat durant l'època julio-claudia. Dos petits temples fanum (de religió no romana) de tradició gal·la van ser erigits a finals del segle I dC, cosa que suggereix un primer pas en la "monumentalització" de la zona sagrada.
Una dedicatòria de principis del segle iii, tallada per un membre de l'elit local, testimonia la influència romana en les creences de Catuslugi en aquella època, així com la presència d'un culte imperial a Briga. El temple principal de la ciutat podria haver estat reservat al déu romà Júpiter, o directament al culte de Roma i August. El déu Mercury Brigensis (" Mercuri de Briga"), també esmentat a la dedicatòria, és probablement una deïtat gal·la nativa assimilada al panteó romà.
| « | Num(ini sive -inibus) Aug(usti sive -ustorum) Pag(o) Catus(lougo) I Iovio Mercurio Bri/gensi P. Magnius / Belliger Basilicam / D(e) S(uo) D(edit) [Al poder diví de l'Emperador, al Pagus Catuslougus, a Júpiter i a Mercuri de Briga, Publi Magnius Belliger (ha fet erigir) una basílica a les seves expenses.] | » |